# سافل (روستا)
 سافل  به عربی ( سافَل )، روستایی است در دهستان بنو واقد از توابع استان استان صَنعاء در کشور یمن در شبه جزیره عربستان.

## جمعیت
جمعیت آن ( ۸۹) نفر (۸ خانوار) می‌باشد.